# Adam Dorn
Adam Dorn, vystupující také pod jménem Mocean Worker, je americký hudebník a hudební producent. Ve své hudbě míchá elektronickou hudbu s jazzovými vlivy. Jeho otcem byl hudební producent Joel Dorn. Spolupracoval například s klavíristou Urim Cainem či baskytaristou Marcusem Millerem. Rovněž je autorem řady remixů (například písní od Johnnyho Cashe či Marvina Gaye). V roce 1999 odehrál několik společných vystoupení s velšským hudebníkem a skladatelem Johnem Calem.

## Diskografie
- Home Movies from the Brainforest (1998)
- Mixed Emotional Features (1999)
- Aural & Hearty (2000)
- Enter the Mowo! (2004)
- Cinco de Mowo! (2007)
- Candygram for Mowo! (2011)